# Altenilpe

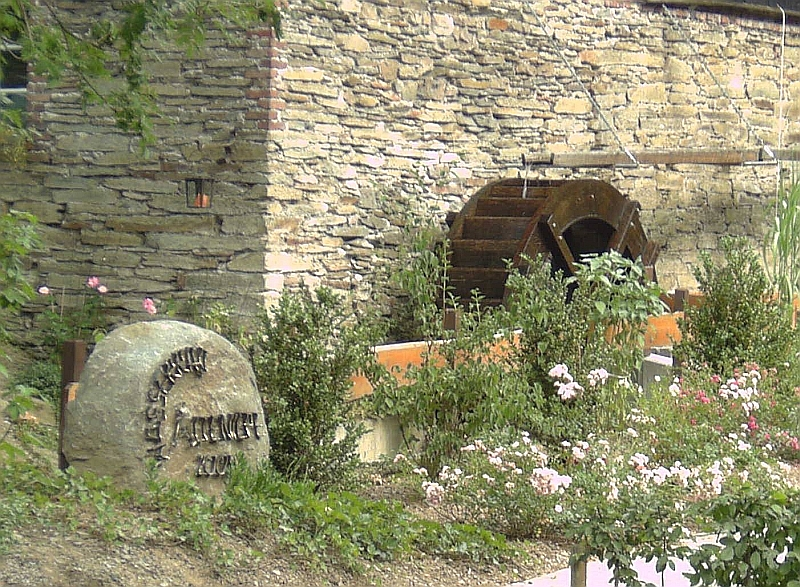
Wasserrad in Altenilpe

Altenilpe ist ein Ortsteil der Stadt Schmallenberg in Nordrhein-Westfalen.

## Geografie

### Lage
Altenilpe befindet sich rd. 2,5 km östlich von Dorlar und 3 km nordwestlich von Bad Fredeburg. Verkehrsmäßig wird Altenilpe über die durch den Ort verlaufende Kreisstraße (K20) erschlossen, die von Bad Fredeburg nach Dolar führt. Die Kreisstraße dient dem Anlieger- und Durchgangsverkehr und hat am südlichen Ortseingang aus Richtung Bad Fredeburg eine Höhe von rund 439 m ü. NN, der westliche Ortsrand befindet sich höhenmäßig bei rund 419 m ü. NN. Neben der Kreisstraße verläuft die wasserführende Ilpe, die im Bereich der Ortschaft von drei Zuflüssen gespeist wird.

### Nachbarorte
Angrenzende Orte sind Sellinghausen, Nierentrop, Oberhenneborn und Bad Fredeburg sowie das Gehöft Hengsiepen.

## Geschichte
Der Ort Altenilpe (damals  Yfflepe) wurde im Jahr 1313 erstmals im Güterverzeichnis der Grafen von Arnsberg erwähnt. Den Ort nannte man unter anderem auch mal Ahlenifelpe (1313), Aldenyflepe (1338) und Alten Iffelpe (1521). In „Alten-yphelpe“ befand sich im 14. Jahrhundert eine Hufe des Stiftes Meschede.
Frühe Anhaltspunkte über die Größe des Ortes ergeben sich aus einem Schatzungsregister (diente der Erhebung von Steuern) für das Jahr 1543. Demnach gab es in „AldenIffelpe“ 10 Schatzungspflichtige; die Zahl dürfte mit den damals vorhandenen Höfen bzw. Häusern übereingestimmt haben. Bis zur kommunalen Neugliederung in Nordrhein-Westfalen gehörte Altenilpe zur Gemeinde Dorlar. 
Seit der Neugliederung durch das Sauerland/Paderborn-Gesetz zum 1. Januar 1975 gehört Altenilpe zum Hochsauerlandkreis und ist ein Ortsteil der Stadt Schmallenberg. Im Landeswettbewerb 2008/2009 „Unser Dorf hat Zukunft“ wurde Altenilpe mit einer Silberplakette ausgezeichnet.

## Religion
In Altenilpe gibt es die katholische Pfarrgemeinde St. Lucia mit der gleichnamigen Kirche, welche mit der Kirche St. Marien in Bracht sowie St. Hubertus in Dorlar einen Pfarrverbund bildet.

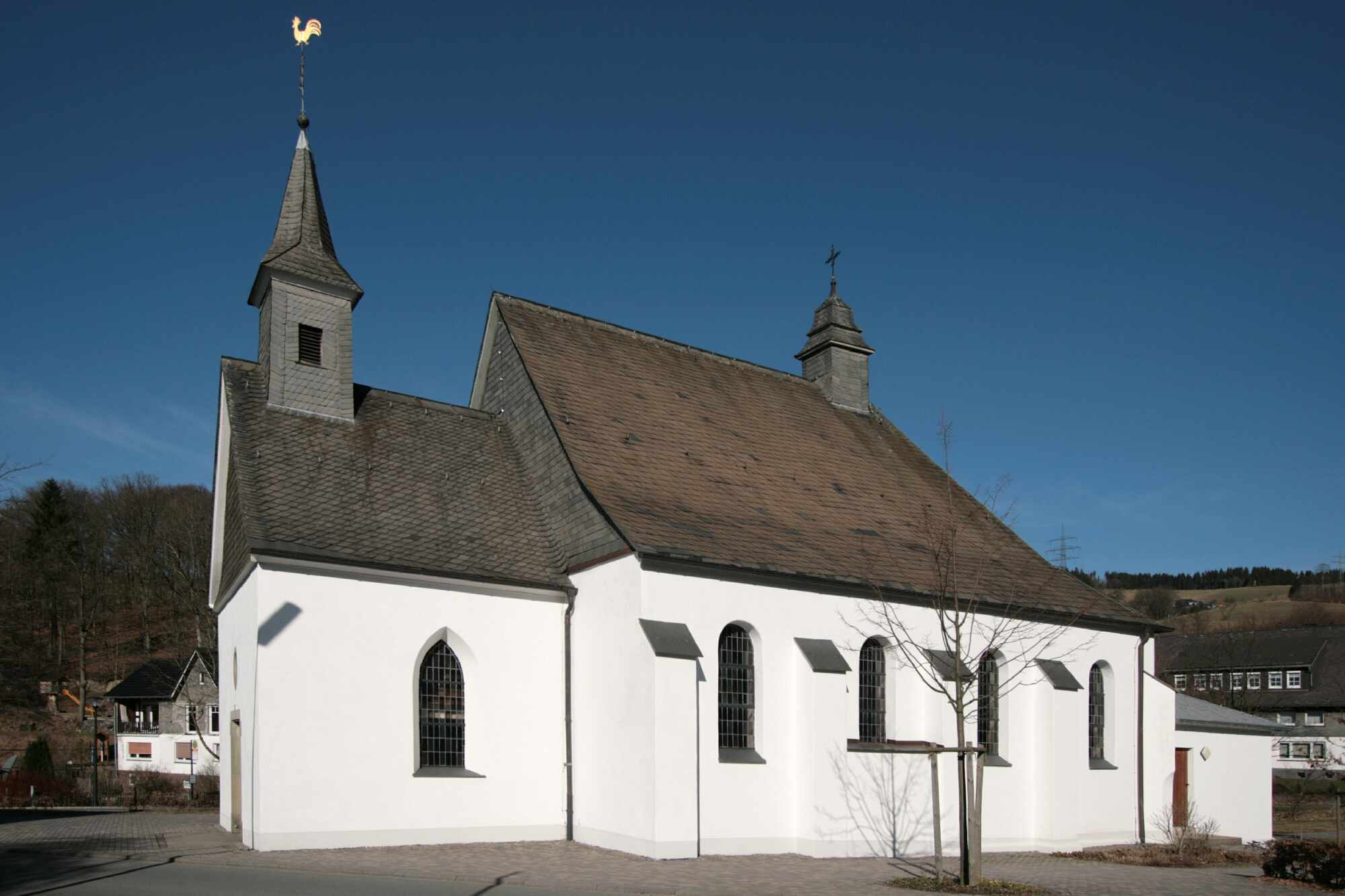
Ansicht von SO
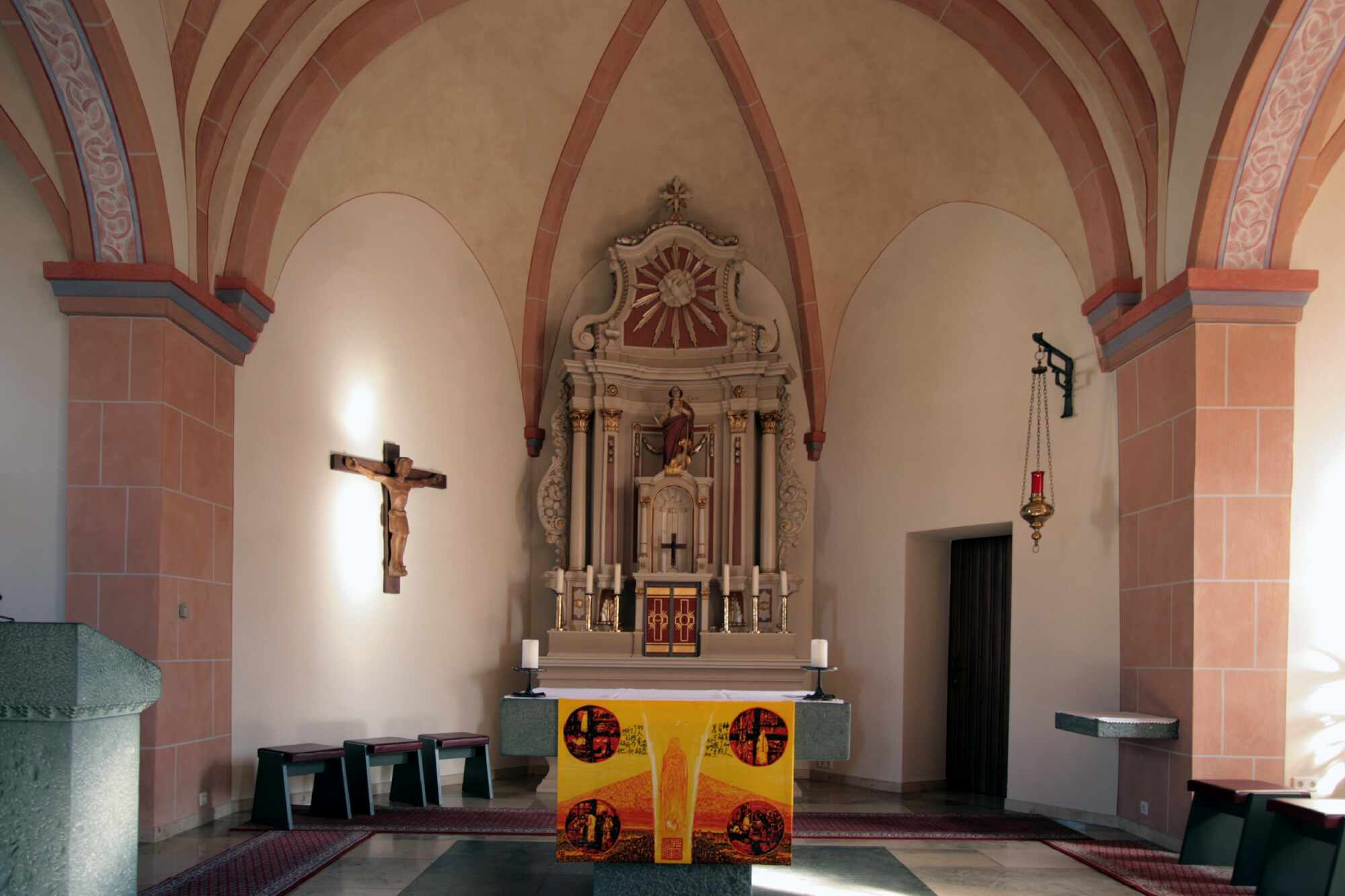
Kirche St. Lucia Altar
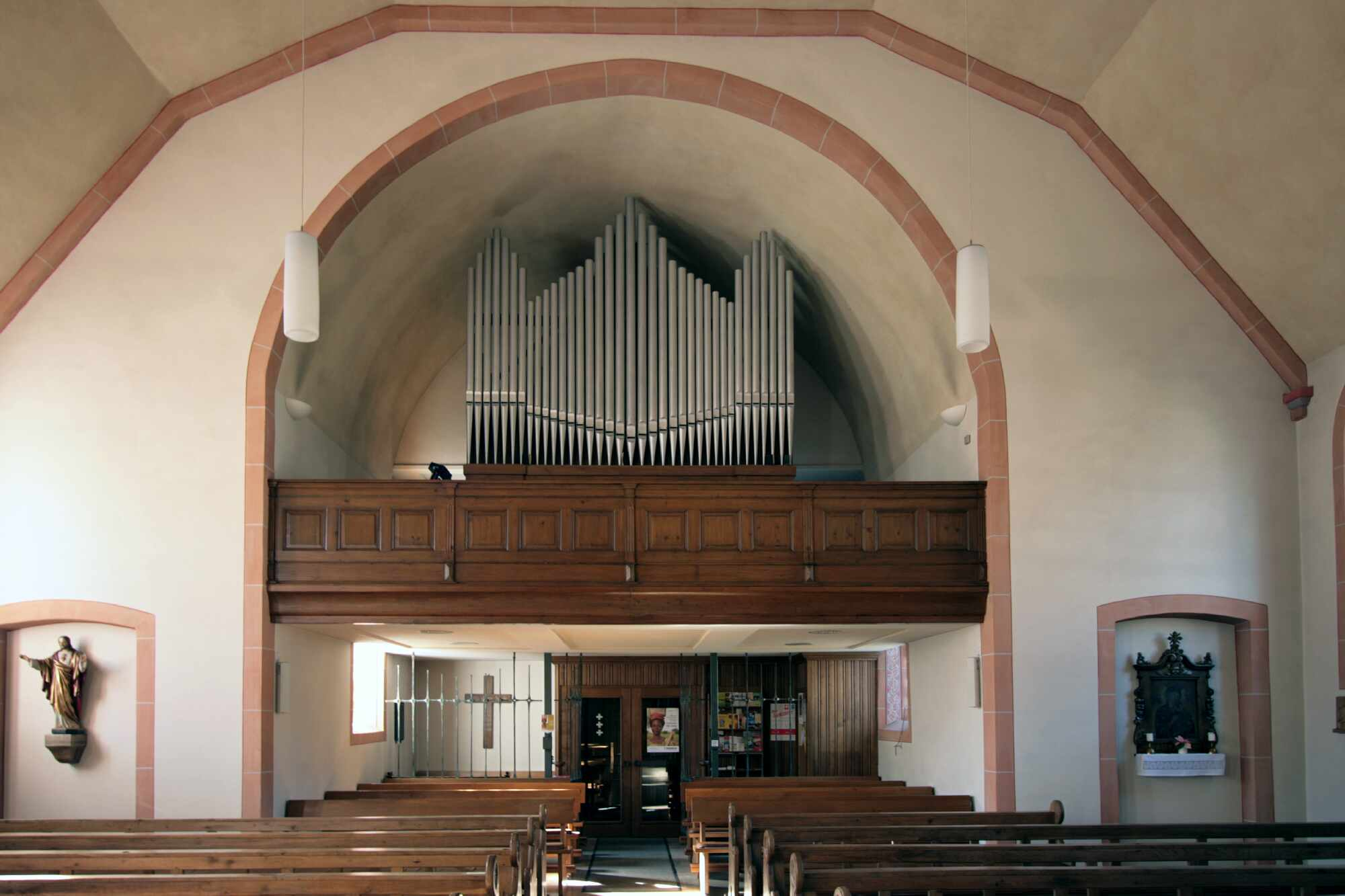
Kirche St. Lucia Orgel
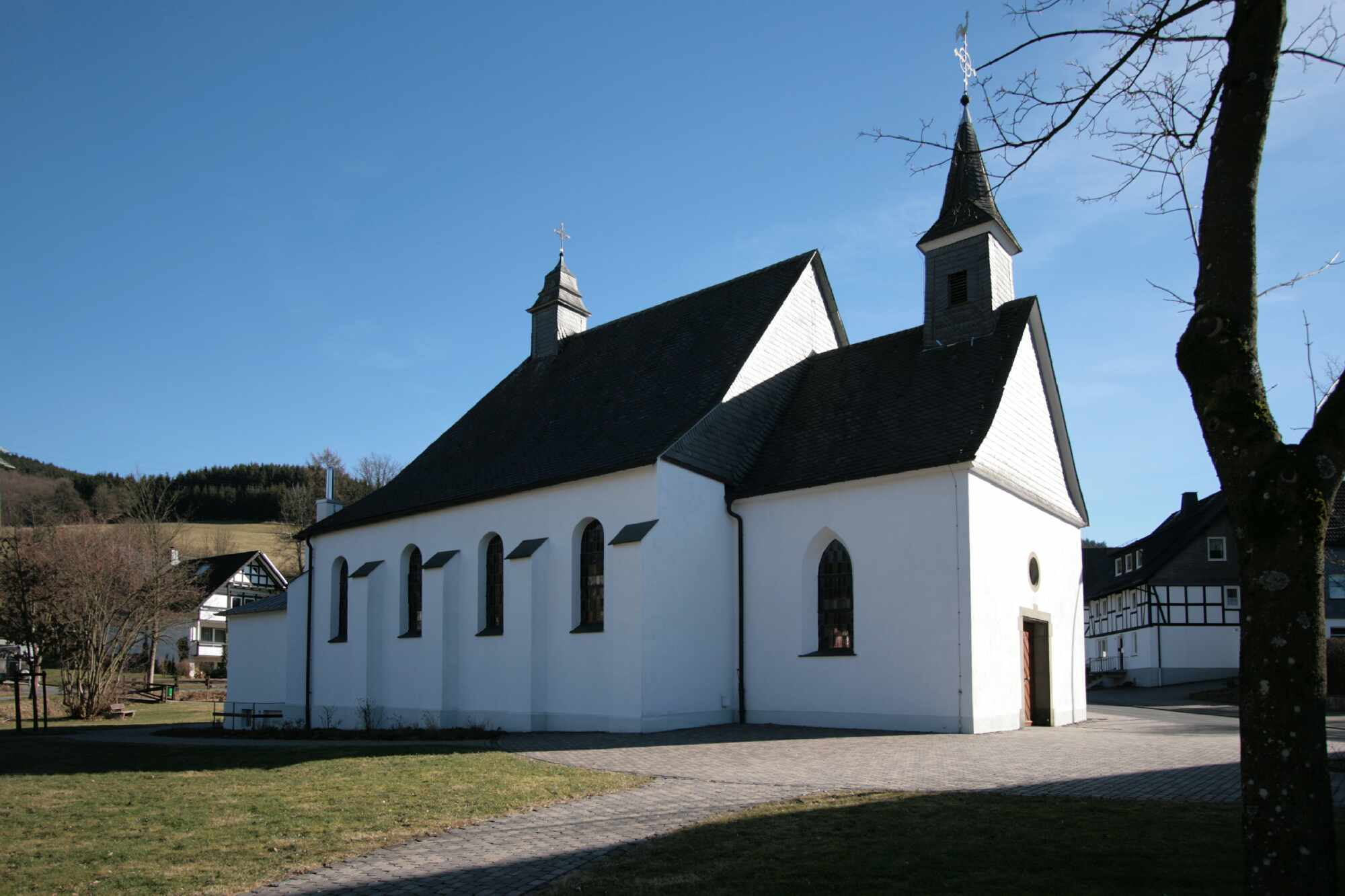
Ansicht von NW

## Persönlichkeiten
- Josef Hellermann (1885–1964) war Oberbürgermeister von Recklinghausen und Mitglied des Landtags von Nordrhein-Westfalen.